# وقف التنفيذ
وقف التنفيذ هو إجراء يهدف إلى إصلاح الجاني، وتحديدا إذا كان مبتدئا أو ضئيل الخطر، بمعنى أن إيقاف التنفيذ يخضع لسلطة القاضي التقديرية، ولكن وفقا لظروف الجاني وربما ظروف أسرته. ومن المهم أن نعرف أن وقف التنفيذ معناه وقف تنفيذ العقوبة فقط، بمعنى أن الحكم يعتبر سابقة جنائية على الجاني، ويسجل في صحيفة سوابقه؛ لأن الهدف من إيقاف تنفيذ الحكم هو حماية الجاني وإصلاحه، وتطبيقا للهدف الأسمى للقانون والشرع وهو حماية أفراد المجتمع وإصلاحهم.